# フランコ・クリスタルディ
フランコ・クリスタルディ（Franco Cristaldi、1924年10月3日 トリノ - 1992年7月1日 モンテカルロ）は、イタリアの映画プロデューサーである。女優クラウディア・カルディナーレを発見したことで知られる。

## 来歴・人物
1924年10月3日、イタリア・ピエモンテ州トリノ県トリノで生まれる。
1954年、映画製作会社「ヴィデス・チネマトグラフィカ」を設立、映画製作を開始する。
1966年、クラウディア・カルディナーレと結婚（1975年離婚）。
1984年、第37回カンヌ国際映画祭審査員をつとめた。
1992年7月1日、モナコ公国モンテカルロで死去。67歳没。生涯で70本近い作品を製作した。

## おもなフィルモグラフィ
- 誘惑者 Il seduttore　1954年　監督フランチェスコ・ロージ
- La pattuglia sperduta　1954年　監督ピエロ・ネッリ
- Camilla　1954年　監督ルチアーノ・エンメル
- わが息子暴君ネロ Mio figlio Nerone　1956年　監督ステーノ
- 白夜 Le notti bianche　1957年　監督ルキノ・ヴィスコンティ
- いつもの見知らぬ男たち I soliti ignoti　1958年　監督マリオ・モニチェリ
- ゼロ地帯 Kapò　1959年　監督ジッロ・ポンテコルヴォ
- メリヤス売り I magliari　1959年　監督フランチェスコ・ロージ
- 太陽の誘惑 I Delfini　1960年　監督フランチェスコ・マゼッリ
- イタリア式離婚狂想曲 Divorzio all'italiana　1961年　監督ピエトロ・ジェルミ
- タイタンの逆襲 Arrivano i titani　1962年　監督ドゥッチョ・テッサリ
- ブーベの恋人 La ragazza di Bube　1963年　監督ルイジ・コメンチーニ
- 誘惑されて棄てられて Sedotta e abbandonata　1964年　監督ピエトロ・ジェルミ
- 熊座の淡き星影 Vaghe stelle dell'Orsa　1965年　監督ルキノ・ヴィスコンティ
- SOS北極... 赤いテント La Tenda rossa　1969年　監督ミハイル・カラトーゾフ
- 大空を裂くジェット野郎 Forza 'G' 　1971年　監督ドゥッチョ・テッサリ
- レディ・カロライン Lady Caroline Lamb　1972年　監督ロバート・ボルト
- コーザ・ノストラ Lucky Luciano　1973年　監督フランチェスコ・ロージ
- フェリーニのアマルコルド Amarcord　1973年　監督フェデリコ・フェリーニ
- エボリ Cristo si è fermato a Eboli　1979年　監督フランチェスコ・ロージ
- ハーツ・アンド・アーマー I paladini - storia d'armi e d'amori　1982年　監督ジャコモ・バティアート
- そして船は行く E la nave va　1983年　監督フェデリコ・フェリーニ
- 薔薇の名前 Il nome della rosa　1986年　監督ジャン＝ジャック・アノー
- 戦慄の黙示録 Il Giorno prima　1987年　監督ジュリアーノ・モンタルド
- ニュー・シネマ・パラダイス Nuovo cinema Paradiso　1988年　監督ジュゼッペ・トルナトーレ
- ドッグ・イン・パラダイス C'era un castello con 40 cani　1990年　監督ドゥッチョ・テッサリ　※遺作

## 註
1. ↑  BFI | Film & TV Database | Vides Cinematograficaには「1946年営業開始（Started trading: 1946）」とあるが、同サイト内にも、IMDbのVides Cinematograficaにも、「1946年」に映画を製作している形跡はなく、いずれも「1954年」から作品を製作している。よって後者「1954年」を採用した。